# Franz Seraph von Orsini-Rosenberg

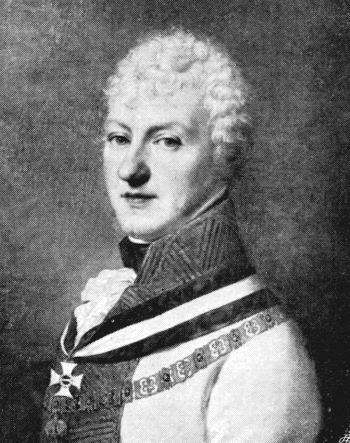
Franz Seraph von Orsini-Rosenberg

Franz Seraph von Orsini-Rosenberg (* 18. Oktober 1761 in Graz; † 4. August 1832 in Wien), vollständig Franciscus Seraphicus Vincentius Ferrerius Felix Amadeus Judas Thadäus Georgius Honorius Aloysius Orsini Reichsgraf, ab 1796 2. Reichsfürst von Orsini und Rosenberg, war ein österreichischer Adeliger und General in den Napoleonischen Kriegen.

## Militärische Karriere
Mit 13 Jahren trat er in die Theresianische Ritter-Akademie ein. 1779 wurde er zum k.k. Kämmerer ernannt. 1780 trat er als Unterleutnant in das Karabinier-Regiment des Erbgroßherzog Ferdinand von Toskana ein. 1783 wurde er Oberleutnant, 1785 Rittmeister. 
Während des Österreichischen Türkenkrieges 1787 bis 1792 diente Orsini-Rosenberg zunächst im k.k. Kinsky'schen Chevauxlégers-Regiment. Er zeichnete sich besonders am 22. Juli 1788 beim Beschamier-Damm nahe Belgrad aus. 1789 wurde er zum Major bei Lobkowitz-Chevauxlégers, dann 1790 zum Oberstleutnant befördert. Er wechselte zunächst ins Jaquemin'ische, später ins Mack'ische Kürassierregiment. 1790 wurde er zum Ritter des Maria-Theresia-Ordens ernannt.
Zu Beginn der Koalitionskriege war Orsini-Rosenberg zunächst mit seinen Kürassieren bei der Rheinarmee und an der Belagerung von Mainz beteiligt. Er zeichnete sich im Gefecht bei Bergzabern und am 15. Dezember 1793 am Marienthaler Walde aus. Aufgrund dieser Verdienste wurde er von Kaiser Franz II. zum k.k. Obersten zu Pferde und zum Regimentskommandanten befördert. Im Feldzug von 1796 diente Orsini-Rosenberg unter dem Kommando von Erzherzog Karl. In der Schlacht von Würzburg am 3. September 1796 gehörte das von Orsini-Rosenberg geführte Kürassier-Regiment von Mack zu den sieben Reiter-Regimentern des linken Flügels, die die französische Reiterei unter General Jean-Baptiste Jourdan besiegten. Orsini-Rosenberg wurde danach zum k.k. Oberstfeldwachtmeister (Generalwachtmeister) zu Pferde befördert. 
In den Feldzügen 1797, 1799 und 1800 war er im Deutschen Reich und der Schweiz eingesetzt. 1799 war er bei Ostrach und Stockach an den Siegen Karls über General Jourdan beteiligt. Danach befehligte er die Avantgarde des von Hotze'schen Armeekorps und erlitt am 25. Mai 1799 beim Gefecht bei Frauenfeld einen Säbelhieb am Kopf. Trotzdem befehligte er – unter dem Oberkommando Feldmarschall-Leutnants Friedrich von Hotze – in der Schlacht von Zürich am 4. Juni die Avantgarde, die über die Glatt setzte. Im September war Orsini-Rosenberg unter Erzherzog Karl an der Einnahme von Mannheim beteiligt. Er befehligte den Vortrab, der die Verschanzungen bei Neckarau einnahm und mehrere tausend Gefangene nahm. Im Juni konnte er beim Rückzug der Österreicher bei Nördlingen mit seinen Truppen die gesamte Reserve-Artillerie bei Oettingen für die Österreicher retten.
Im September 1800 wurde Orsini-Rosenberg pensioniert, offiziell aus Gesundheitsgründen. Er war jedoch wie sein Protektor Erzherzog Karl in Ungnade gefallen, der das Armeekommando bereits im März zurückgelegt hatte. Bereits im Januar 1801 wurde Orsini-Rosenberg allerdings wieder reaktiviert und zum Feldmarschall-Leutnant befördert. Im April übernahm er das Kommando über das 13. Dragoner-Regiment, das später in 5. Chevauxlégers-Regiment umbenannt wurde. Für seine Haltung bei Nördlingen wurde ihm das Kommandeurskreuz des Maria-Theresia-Ordens verliehen.
1801 bis 1805 diente er als Divisionär in Innerösterreich. Im Dritten Koalitionskrieg nahm er unter Erzherzog Karl am Italienfeldzug teil und war am Sieg bei Caldiero nicht unmaßgeblich beteiligt. Nach dem Frieden von Preßburg 1806 diente er als Divisionskommandant in Wien und wurde 1808 von Kaiser Franz I. in den Orden vom Goldenen Vlies aufgenommen. 
Im Fünften Koalitionskrieg führte er das 4. Korps in der Armee Erzherzog Karls. Er war an der Niederlage bei Regensburg und am Sieg bei Aspern beteiligt. Bei der folgenden Niederlage bei Wagram am 5. und 6. Juli 1809 war seine Aufgabe, den linken Flügel der Österreicher bei Markgrafneusiedl zu halten. Nach Unterstützung durch das 2. Korps unter dem Fürsten von Hohenzollern-Hechingen konnte er zwei Angriffe durch Napoleons Hauptmacht abwehren, musste aber beim dritten Angriff die Anhöhe den Franzosen überlassen und zog sich in Richtung Wolkersdorf zurück. Die angekündigte Verstärkung durch Erzherzog Johanns Truppen war nicht rechtzeitig eingetroffen. Kaiser Franz ernannte ihn während des folgenden Waffenstillstands zum Kommandanten der mährischen Schlüsselfestung Olmütz. Nach dem Frieden von Schönbrunn wurde er Inspektor der Kavallerie in Niederösterreich, 1811 wurde er Kriegsrat, kurz danach geheimer Rat. 
Während der Befreiungskriege war er in seiner Stellung für die Versorgung, Ausrüstung, Nachschub der Kavallerie zuständig. Seine Arbeit wurde mit der Beförderung zum General der Kavallerie belohnt. 
1825 wurde ihm und seinen Nachfolgern als Reichsfürst das Prädikat „Durchlauchtig Hochgeboren“ verliehen, zuvor war er lediglich „Fürstlich Gnaden“. 1830 wurde er aufgrund seines schlechten Gesundheitszustandes in den Ruhestand versetzt.

## Familie und Wirtschaft
Franz Seraph war der älteste Sohn des Vinzenz von Orsini-Rosenberg. 1786 heiratete Franz Seraph Reichsgräfin Maria Carolina von Khevenhüller-Metsch (1767–1811). 1796 erbte er von seinem Cousin, Fürst Franz Xaver, die Reichsfürstenwürde. Als Familienältester wurde er auch Obersterblandhofmeister des Herzogtums Kärnten. 
Von seinem Cousin erbte er die Herrschaften Rosegg, Federaun und das Hammerwerk Rosenbach (alle in Kärnten). Von seinem Vater hatte er bereits 1794 die niederösterreichische Lehensherrschaft Gleiss mit dem Allodialgut und Schloss Zell geerbt, weiters die Primogenitur-Herrschaften Grafenstein, Welzenegg, Keutschach und Greifenburg, das allode Gut Truttendorf und die Hälfte des Palais in Klagenfurt. Zusammen mit seinen Brüdern besaß er die Herrschaft Sonnegg, Maria Loretto am Wörthersee, die zweite Hälfte des Palais. 
1807 verkaufte er die Herrschaft Federaun-Tarvis um 70.000 Gulden. Er erwarb Gut und Schloss Annabichl. 1814 verkaufte er das Eisenschmelzwerk bei Pontafel. Schloss Greifenburg ließ er wieder aufbauen, das 1747 bei einem Brand weitgehend zerstört worden war. Auch das baufällige Schloss Zell bei Waidhofen ließ er renovieren.
Nach der Zerstörung der Pfarrkirche von Rosegg ließ er sie in seiner Funktion als Patronatsherr wiedererrichten. 
In finanziellen Belangen agierte der Fürst eher unglücklich. Er geriet zunehmend in Verschuldung, sogar sein Einkommen wurde zeitweise verpfändet. 1819 erbte er von seinem Bruder Leopold Alois die Hälfte dessen Drittels am Familien-Fideikommiss, 1821 erbte er von seinem Cousin Wolfgang Philipp die Hälfte dessen Vermögens. Aufgrund seiner schlechten Wirtschaftslage übertrug er 1824 seine Güter gegen Übernahme der Schulden an seinen Sohn Ferdinand Carl. Im gleichen Jahr erbte er von seinem Bruder Vinzenz Ferrerius dessen Hälfte am Familien-Fideikommiss.
Fürst Orsini-Rosenberg verstarb am 4. August 1832 in Wien. Er wurde zunächst am Sankt Marxer Friedhof bestattet und später nach Kärnten überführt, wo er in der von ihm errichteten Familiengruft am Friedhof von St. Philippen ob Sonnegg bestattet wurde
Aus der Ehe mit Maria Carolina gingen neun Kinder hervor: 
- Vinzenz Ferrerius (1787–1824)
- Ferdinand Carl (1790–1859), 3. Fürst, Begründer der Älteren Linie
- Maria Anna (1792)
- Maria Juliana (1793)
- Franz Xaver (1794–1813)
- Maria Carl (1796–1798)
- Maria Theresia (1798–1866)
- Friedrich Sigismund (1801–1887), Begründer der Mittleren Linie
- Joseph (1803–1868), Begründer der Jüngeren Linie

Aus einer vorehelichen Beziehung hatte Franz Seraph ein namentlich nicht bekanntes illegitimes Kind.